# Liste der Kulturdenkmäler in Worms-Herrnsheim
In der Liste der Kulturdenkmäler in Worms-Herrnsheim sind alle Kulturdenkmäler des Stadtteils Worms-Herrnsheim aufgeführt. Grundlage ist die Denkmalliste des Landes Rheinland-Pfalz (Stand: 1. Juni 2023).

## Denkmalzonen
| Bezeichnung                                    | Lage                                                          | Baujahr                     | Beschreibung | Bild                           |
| ---------------------------------------------- | ------------------------------------------------------------- | --------------------------- | --- | ------------------------------ |
| Denkmalzone Herrnsheimer Hauptstraße/Am Schloß | Herrnsheimer Hauptstraße 2–14 und 5–9, Am Schloß 1 und 2 Lage | 19. Jahrhundert             | auf den Schlosshof ausgerichtete Bebauung, weitgehend aus dem 19. Jahrhundert, auf der Ostseite Hofanlagen, auf der Westseite Kleinanwesen und Rathaus | BW                             |
| Denkmalzone Herrnsheimer Hauptstraße           | Herrnsheimer Hauptstraße 23–57 und 28–56 Lage                 | 18. und 19. Jahrhundert     | auf die Residenz zuführende stattliche Hofanwesen, 18. und 19. Jahrhundert, teilweise auf älterem Kern; Hauszeichen | BW                             |
| Denkmalzone Herrnsheimer Schloss               | Herrnsheimer Hauptstraße 1 Lage                               | 1711                        | einen Wirtschaftshof umschließende hufeisenförmige Anlage mit Englischem Garten; barocker Schlossbau, 1711 bis gegen 1740, anschließend Hinzufügung der Wirtschaftsgebäude und des französischen Gartens, Anfang der 1790er Jahre Umgestaltung zum Englischen Garten von Friedrich Ludwig Sckell, nach Beschädigungen 1792 Wiederaufbau 1808–24 durch Emmerich Joseph von Dalberg, Architekt Jacob Friedrich Dyckerhoff, Mannheim, unter Einbeziehung älterer Bauteile (unter anderem Rundturm, um 1460), 1840–45 Umbau im Empire-Stil, Architekt Ignaz Opfermann, Mainz; bedeutende Ausstattung (unter anderem Ausmalung, Tapeten, Bibliothek) | weitere Bilder Fotos hochladen |
| Denkmalzone Jüdischer Friedhof                 | nördlich des Ortes an der K 18 Lage                           | Anfang des 18. Jahrhunderts | Anfang des 18. Jahrhunderts angelegt, bis in die 1930er Jahre belegt, von Mauer umgeben; etwa 200 Grabsteine, einige barock, überwiegend aus dem 19. Jahrhundert | weitere Bilder Fotos hochladen |

## Einzeldenkmäler
| Bezeichnung                          | Lage                                                        | Baujahr                            | Beschreibung | Bild                           |
| ------------------------------------ | ----------------------------------------------------------- | ---------------------------------- | --- | ------------------------------ |
| Ortsbefestigung                      |                                                             | 15. Jahrhundert                    | die teilweise erhaltene mittelalterliche Ortsbefestigung mit Mauer mit Graben, wohl aus dem 15. Jahrhundert, setzt den alten Ortskern von der Neubebauung ab - Reste des Wormser Tors und Brücke über den Graben mit Nepomukfigur und Torpfosten des 18. Jahrhunderts (siehe Herrnsheimer Hauptstraße 56 und 57) - Torpfosten im Norden am Schlosstor - Reste des Untertors (siehe Schmiedgasse 2) - im Schlosspark spätgotischer „Schillerturm“ (siehe Herrnsheimer Hauptstraße 1) - in Höhe Schillerturmstraße 23 wohl spätmittelalterlicher Turm mit angrenzenden Mauerteilen - im Sportplatzpark spätmittelalterlicher „Storchenturm“ (siehe Mennonitenhofgasse 8a) - Bruchsteinmauer erhalten als Rückwand von Scheunen in den Anwesen Mennonitenhofstraße 4–6 (gerade Nummern), Herrnsheimer Hauptstraße 29–57 (ungerade Nummern) und 56, Untergasse 34, Schmiedgasse 4–12 (gerade Nummern), Am Untertor 1, 2, Schillerturmstraße 1–23, 27–31 (ungerade Nummern), Badegasse 1–13 (ungerade Nummern) und 8 | Fotos hochladen                |
| Mauer der Ortsbefestigung            | Am Untertor, zu Nr. 1 Lage                                  | 15. Jahrhundert                    | rückwärtig Mauer der spätmittelalterlichen Ortsbefestigung | Fotos hochladen                |
| Mauer der Ortsbefestigung            | Am Untertor, zu Nr. 2 Lage                                  | 15. Jahrhundert                    | rückwärtig Mauer der spätmittelalterlichen Ortsbefestigung | Fotos hochladen                |
| Wiegehäuschen                        | Am Untertor, bei Nr. 8 Lage                                 | 1909                               | Walmdachbau von 1909 mit Waage von 1936 | BW                             |
| Kreuz                                | Am Untertor, bei Nr. 9 Lage                                 | 1729                               | Schaftkreuz, barock, bezeichnet 1729 | Fotos hochladen                |
| Mauer der Ortsbefestigung            | Badegasse, zu Nr. 1–13 (ungerade Nummern) und 8 Lage        | 15. Jahrhundert                    | rückwärtig Mauer der spätmittelalterlichen Ortsbefestigung | BW                             |
| Christlicher Friedhof                | Emmerich-Joseph-Straße 18 Lage                              | 19. Jahrhundert                    | im 19. Jahrhundert angelegt mit mehreren als Kreuzwegstationen gestaltete Grabdenkmälern; neugotische Friedhofskapelle, zweite Hälfte des 19. Jahrhunderts; Friedhofskreuz mit barockem Korpus, bezeichnet 1761; Ehrengräberfeld 1870/71; Grabmäler des 19. Jahrhunderts | weitere Bilder Fotos hochladen |
| Kreuz                                | Emmerich-Joseph-Straße, Ecke Richard-Knies-Straße Lage      | spätes 19. Jahrhundert             | neugotisches Sandsteinkreuz, gusseiserner Korpus, spätes 19. Jahrhundert | Fotos hochladen                |
| Villa                                | Ernst-Ludwig-Straße 1 Lage                                  | 1908                               | Jugendstilvilla, 1908, Architekt Adolf Fuhrmann | Fotos hochladen                |
| Evangelische Gottliebenkapelle       | Gabriel-von-Seidl-Straße 10 Lage                            | 1891                               | vierseitiger romanisierender Komplex mit Kirche und Kreuzgang, 1891, Architekt Gabriel von Seidl, München; neuromanischer Werksteinbau auf kreuzförmigem Grundriss; Ausstattung; eingeschossiger Kreuzgang mit Grabkammern; bauliche Gesamtanlage mit parkartigem Umfeld einschließlich Friedhof und Allee | weitere Bilder Fotos hochladen |
| Schillerturm                         | Herrnsheimer Hauptstraße, zu Nr. 1 Lage                     | 15. Jahrhundert                    | spätgotischer Turm der Ortsbefestigung, Anfang des 19. Jahrhunderts romantisierende Wiederherstellung | Fotos hochladen                |
| Kronenbau                            | Herrnsheimer Hauptstraße 2 Lage                             | um 1600                            | stattliche barocke Hofanlage; Wohnhaus teilweise Fachwerk, Walmdach, Torfahrt bezeichnet 1708, im Kern um 1600, Bruchsteinscheune 18. Jahrhundert, Verbindungstrakt um 1900 | BW                             |
| Wohnhaus                             | Herrnsheimer Hauptstraße 6 Lage                             | um 1820/30                         | Eckwohnhaus, klassizistischer Walmdachbau, um 1820/30 | Fotos hochladen                |
| Rathaus                              | Herrnsheimer Hauptstraße 9 Lage                             | um 1820/30                         | aufwendiger klassizistischer Walmdachbau, um 1820/30 | Fotos hochladen                |
| Katholische Pfarrkirche St. Peter    | Herrnsheimer Hauptstraße 11 Lage                            | ab 1470                            | spätgotischer Chor ab 1470, Umbau des romanischen Langhauses und Grabkapelle um 1478, Architekt Jakob von Landshut, Anbau des zweiten Nordseitenschiffs 1878, neugotischer Umbau 1904/05, Architekt August Greifzu, Mainz; mit Ausstattung; Grabdenkmäler | Fotos hochladen                |
| Hofanlage                            | Herrnsheimer Hauptstraße 12 Lage                            | nach 1850                          | Hofanlage; dreigeschossiges klassizistisches Wohnhaus, Empire-Motive, wohl nach 1850, stattliche Scheune mit Nischenfiguren, zweite Hälfte des 19. Jahrhunderts | Fotos hochladen                |
| Katholisches Pfarrhaus               | Herrnsheimer Hauptstraße 18 Lage                            | um 1730                            | siebenachsiger barocker Walmdachbau, um 1730 | weitere Bilder Fotos hochladen |
| Zehnthof                             | Herrnsheimer Hauptstraße 19 Lage                            | um 1850                            | klassizistischer Dreiseithof, um 1850, mit barockem und teilweise älterem Kern; stattliches Wohnhaus, Scheune mit Renaissancefenster (Spolie) auf Gewölbekellern | BW                             |
| Schlussstein                         | Herrnsheimer Hauptstraße, an Nr. 21 Lage                    | 1718                               | Torfahrt-Schlussstein, bezeichnet 1718 | weitere Bilder Fotos hochladen |
| Gasthaus Zum Löwen                   | Herrnsheimer Hauptstraße 23 Lage                            | Anfang des 18. Jahrhunderts        | Krüppelwalmdachbau mit Zierfachwerk, Anfang des 18. Jahrhunderts | Fotos hochladen                |
| Kriegerdenkmal                       | Herrnsheimer Hauptstraße, vor Nr. 23 Lage                   | um 1900                            | Kriegerdenkmal 1870/71, Sandsteinstele | weitere Bilder Fotos hochladen |
| Mauer der Ortsbefestigung            | Herrnsheimer Hauptstraße, zu Nr. 29–57 Lage                 | 15. Jahrhundert                    | rückwärtig Mauer der spätmittelalterlichen Ortsbefestigung | BW                             |
| Torfahrt                             | Herrnsheimer Hauptstraße, an Nr. 36 Lage                    | 1773                               | spätbarocke Torfahrt, bezeichnet 1773 | BW                             |
| Posthalterei                         | Herrnsheimer Hauptstraße 38 Lage                            | 18. Jahrhundert                    | ehemalige Thurn- und Taxis’sche Posthalterei mit Brauerei; barockes Wohnhaus, 18. Jahrhundert, überbaute Torfahrt, frühes 19. Jahrhundert | BW                             |
| Wohnhaus                             | Herrnsheimer Hauptstraße 44 Lage                            | 18. Jahrhundert                    | schmales giebelständiges Wohnhaus, 18. Jahrhundert | BW                             |
| Wohnhaus                             | Herrnsheimer Hauptstraße 50 Lage                            |                                    | giebelständiges barockes Fachwerkhaus | BW                             |
| Wohnhaus                             | Herrnsheimer Hauptstraße 51 Lage                            | Anfang des 19. Jahrhunderts        | Wohnhaus mit Toranlage, Anfang des 19. Jahrhunderts | BW                             |
| Wohnhaus                             | Herrnsheimer Hauptstraße 52 Lage                            | um 1870                            | dreiachsiges Wohnhaus, teilweise Fachwerk, um 1870, nachbarocke Torfahrt, bezeichnet 1816 | BW                             |
| Hofanlage                            | Herrnsheimer Hauptstraße 54 Lage                            | 1736                               | Vierseithof; im Kern barockes Wohnhaus mit Torfahrt, bezeichnet 1736, Erweiterung im 19. Jahrhundert | BW                             |
| Wormser Tor                          | Herrnsheimer Hauptstraße, an Nr. 56 und 57 Lage             | 18. Jahrhundert                    | Torpfosten des Wormser Tors der Ortsbefestigung, 18. Jahrhundert | BW                             |
| Brücke                               | Herrnsheimer Hauptstraße, gegenüber Nr. 58 Lage             | Mitte des 18. Jahrhunderts         | barocke Brücke über den Graben vor dem Wormser Tor; auf der Brückenbrüstung Statue des Hl. Nepomuks, Mitte des 18. Jahrhunderts | BW                             |
| Heiligenhäuschen                     | Herrnsheimer Hauptstraße 81 Lage                            | 1729                               | barocke Wegekapelle, bezeichnet 1729 | BW                             |
| Dalbergschule                        | Höhenstraße 19 Lage                                         | 1908                               | neunachsiger Walmdachbau auf Bossenquadersockel, Dachreiter mit Kuppelhaube, bezeichnet 1908 | BW                             |
| Mauer der Ortsbefestigung            | Mennonitenhofgasse, zu Nr. 4 und 6 Lage                     | 15. Jahrhundert                    | rückwärtig Mauer der spätmittelalterlichen Ortsbefestigung | BW                             |
| Storchenturm                         | Mennonitenhofgasse 8a Lage                                  |                                    | Turm der Ortsbefestigung, ab 1820 gotisierend wiederhergestellt | Fotos hochladen                |
| Schulhaus                            | Neuplatzgasse 6 Lage                                        | 1874                               | ehemalige Schule; sandsteingegliederter Putzbau, Neuklassizismus/Historismus, bezeichnet 1874; straßenbildprägend | BW                             |
| Mauer der Ortsbefestigung            | Schillerturmstraße, zu Nr. 1–23 Lage                        | 15. Jahrhundert                    | rückwärtig Mauer der spätmittelalterlichen Ortsbefestigung | BW                             |
| Turm der Ortsbefestigung             | Schillerturmstraße, hinter Nr. 23 Lage                      | 15. Jahrhundert                    | spätmittelalterlicher Turm der Ortsbefestigung, Helmdach | Fotos hochladen                |
| Mauer der Ortsbefestigung            | Schillerturmstraße, zu Nr. 27–31 Lage                       | 15. Jahrhundert                    | rückwärtig Mauer der spätmittelalterlichen Ortsbefestigung | Fotos hochladen                |
| Gaststätte Zum Schwan                | Schmiedgasse 1, Schillerturmstraße 2 Lage                   | zweite Hälfte des 19. Jahrhunderts | Schmiedgasse 1 sechsachsiger Putzbau, zweite Hälfte des 19. Jahrhunderts; Schillerturmstraße 2 dreiachsiger Eckbau, etwa gleichzeitig; straßenbildprägend | BW                             |
| Untertor                             | Schmiedgasse 2 Lage                                         |                                    | Eckwohnhaus, teilweise Fachwerk; als Rückwand spätmittelalterliche Ortsbefestigung mit Bogenfries | Fotos hochladen                |
| Mauer der Ortsbefestigung            | Schmiedgasse, zu Nr. 4–12 Lage                              | 15. Jahrhundert                    | rückwärtig Mauer der spätmittelalterlichen Ortsbefestigung | BW                             |
| Skulpturennische                     | Schmiedgasse, an Nr. 12 Lage                                | 1769                               | Nische mit barocker Madonna, bezeichnet 1769 | BW                             |
| Unteres Dalberger Schloss            | Untergasse 6/8 Lage                                         | 16. Jahrhundert                    | Renaissancebuckelquaderung, 16. Jahrhundert, an der giebelseitigen Straßenseite und im Reil; hofseitig polygonaler Treppenturm; rückwärtig Kellerabgang bezeichnet 1594; straßenseitig rundbogige Renaissance-Kellerabgänge; Gewölbekeller, 16. Jahrhundert | BW                             |
| Wohnhaus                             | Untergasse 21 Lage                                          |                                    | barockes Wohnhaus | BW                             |
| Mauer der Ortsbefestigung            | Untergasse, zu Nr. 34 Lage                                  | 15. Jahrhundert                    | rückwärtig Mauer der spätmittelalterlichen Ortsbefestigung | BW                             |
| Wegekreuz                            | nördlich des Ortes am Abhang des Heierwegs Lage             |                                    | versunkenes Sandsteinkreuz | BW                             |
| St.-Anna-Kapelle                     | nördlich des Ortes am Heerweg Lage                          | um 1900                            | byzantinisierender Zentralbau mit Jugendstilanklängen, um 1900; Kreuzwegstation, kubischer Bau mit Kreuzdach | Fotos hochladen                |
| Wegekreuz                            | nördlich des Ortes an der K 18 (Abenheimer Landstraße) Lage |                                    | barocker Holzkorpus auf Kreuzstamm mit Inschrifttafel | Fotos hochladen                |
| Wasserbehälter Herrnsheim-Leiselheim | westlich des Ortes; Flur Im Junkerstück Lage                | Anfang des 20. Jahrhunderts        | Bossenquaderbau, Anfang des 20. Jahrhunderts, Jugendstil | Fotos hochladen                |
| Wingertshäuschen                     | westlich des Ortes; Flur Am Mittelberg Lage                 | Anfang des 19. Jahrhunderts        | Trullo, Anfang des 19. Jahrhunderts | BW                             |

## Ehemalige und abgegangene Kulturdenkmäler
| Bezeichnung | Lage                        | Baujahr | Beschreibung                                                                                    | Bild |
| ----------- | --------------------------- | ------- | ----------------------------------------------------------------------------------------------- | ---- |
| Teehäuschen | Emmerich-Joseph-Straße Lage | um 1900 | Achteckbau mit abgesetztem Zeltdach, Historismus/Jugendstil, um 1900, 2008 durch Brand zerstört | BW   |